# Badger Buttress
Badger Buttress (englisch für Dachspfeiler) ist ein einzelner, spitzer Berg auf der Adelaide-Insel vor der Westküste der Antarktischen Halbinsel. Er ragt nordwestlich des Reptile Ridge an der Ryder Bay auf.
Luftaufnahmen entstanden zwischen 1956 und 1957 bei der Falkland Islands and Dependencies Aerial Survey Expedition. Seinen deskriptiven Namen verlieh ihm das UK Antarctic Place-Names Committee 2004 in Anlehnung an die weißen Schneerinnen, die am Berg mit dunklen Felsbändern alternieren.